# Rudolf Josef z Colloredo-Mannsfeldu
Rudolf Josef II. kníže z Colloredo-Mannsfeldu(německy Rudolph Joseph II. Fürst zu Colloredo-Mannsfeld, Graf zu Waldsee, Vicegraf zu Mels, Markgraf zu St. Sophia; 16. dubna 1772 Vídeň – 28. prosince 1843 Vídeň) byl česko-rakouský šlechtic, vlastník rozsáhlých statků v Čechách (Dobříš, Opočno). Po otci zdědil titul knížete (1807) a v závěru napoleonských válek inicioval setkání spojeneckých panovníků a diplomatů na svém zámku v Opočně. Později zastával vysoké posty u císařského dvora ve Vídni, nakonec byl nejvyšším císařským hofmistrem (1835–1843). Byl rytířem Řádu zlatého rouna (1830).

## Životopis

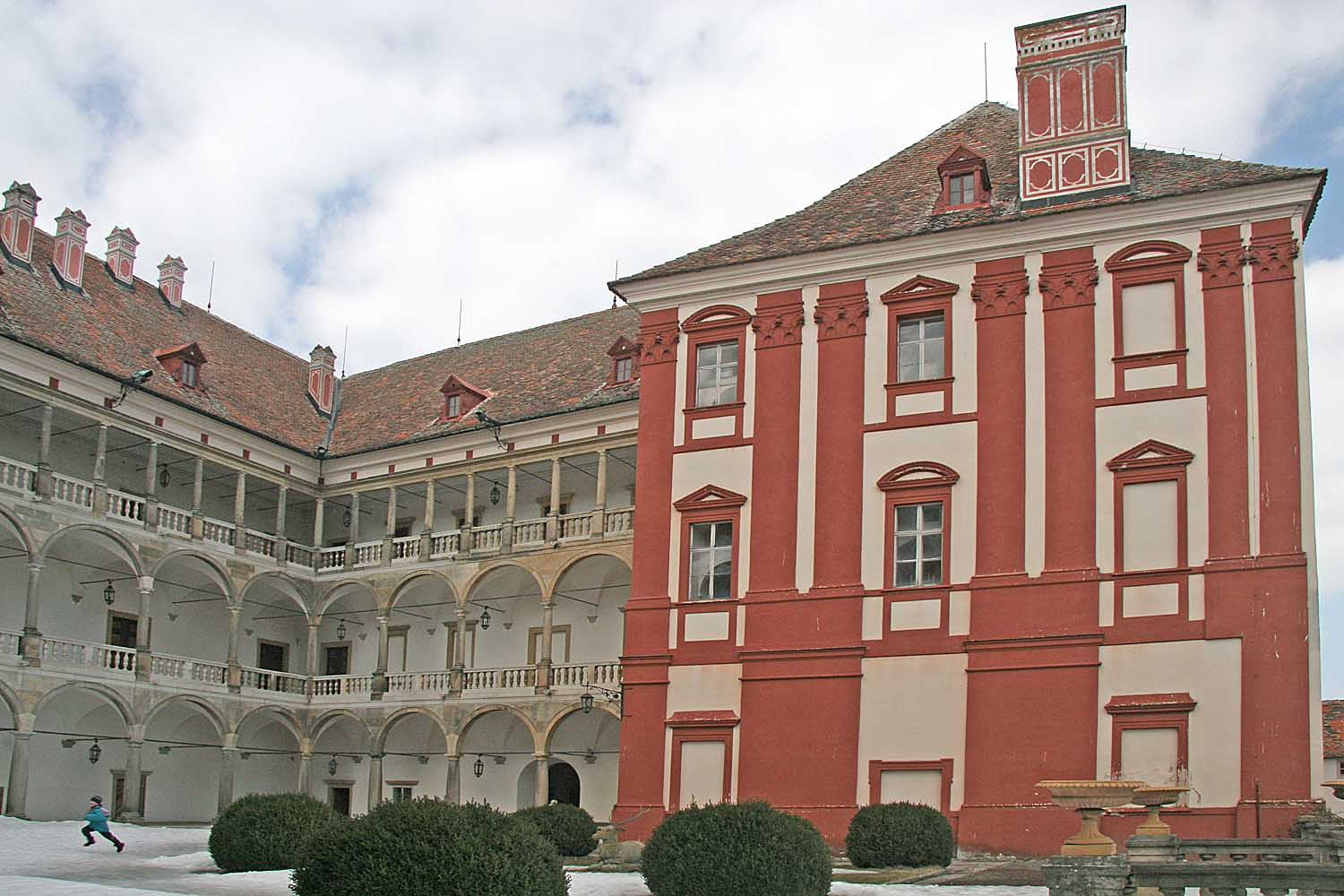
Zámek Opočno

Pocházel ze starého italského rodu Colloredů, narodil se jako nejstarší syn říšského vicekancléře Františka Gundakara z Colloreda (1731–1807) a jeho manželky Marie Isabely z Mansfeldu (1751–1794). Otec převzal dědictví vymřelého rodu Mansfeldů a v roce 1789 byl povýšen do knížecího stavu se jménem Colloredo-Mansfeld. Rudolf Josef byl v roce 1791 jmenován císařským komorníkem a po otci převzal v roce 1807 správu rodových statků v Čechách a Rakousku. Až za napoleonských válek se aktivně zapojil do veřejného života. Učinil tak po Napoleonově expanzi do německých zemí a rozkladu Svaté říše římské, v jejíž strukturách zastával otec vysoké funkce. Byl veden také příkladem svých mladších bratrů, kteří bojovali v armádě. Do aktivit proti Napoleonovi se zapojil nejprve nepřímo v roce 1809, kdy na svém zámku Skalka zřídil lazaret pro zraněné vojáky.

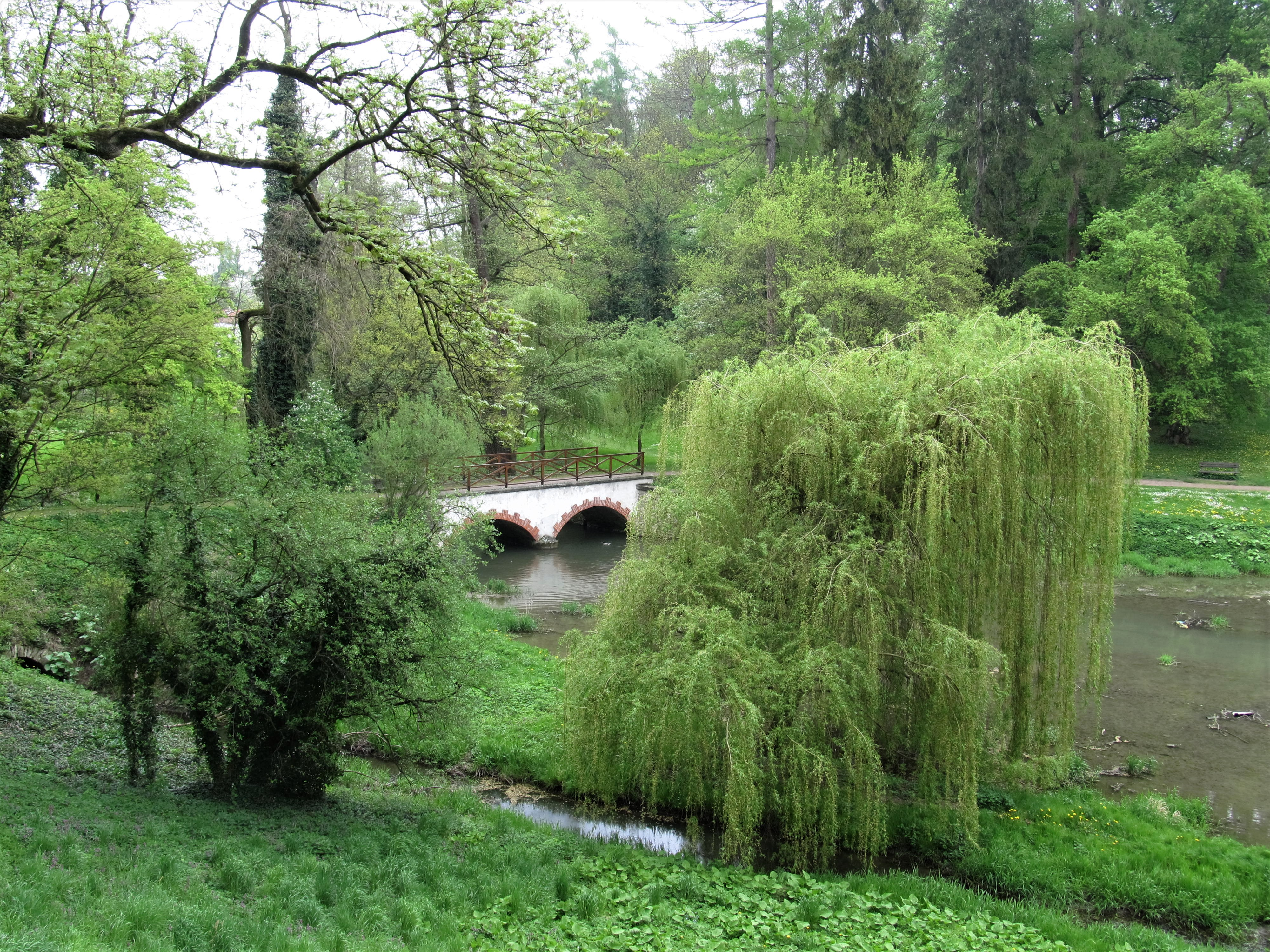
Zámecký park Opočno

Po Napoleonově porážce v Rusku se kníže Rudolf Josef stal jednou z předních osobností evropské diplomacie, když inicioval setkání diplomatů a panovníků na svém zámku v Opočně. V červnu 1813 na Opočno přijeli ministři zahraničí Rakouska, Ruska a Pruska (Metternich, Hardenberg, Nesselrode), o několik dní později se k nim připojili i ruský car Alexandr I. a pruský král Fridrich Vilém III. Na diplomatická jednání navazovaly manévry rakouské armády konané u obce Pulice. Vůdčí osobností diplomatických schůzek byl rakouský kancléř Metternich, který pak další jednání přesunul do nedalekých Ratibořic, mezitím se v Drážďanech setkal i s císařem Napoleonem. Výsledkem spojeneckých jednání byla konvence z Reichenbachu (27. června 1813), která zavazovala Rakousko ke společnému postupu s Ruskem a Pruskem proti Napoleonovi.
Po napoleonských válkách pobýval kníže Rudolf Josef častěji ve Vídni a v návaznosti na modifikaci šlechtické titulatury Rakouského císařství obdržel v roce 1825 nárok na oslovení Jasnost (Durchlaucht). Nakonec zastával vysoké funkce u císařského dvora. V roce 1828 byl jmenován c. k. tajným radou a v letech 1828–1834 byl nejvyšším dvorským maršálkem. V roce 1830 obdržel Řád zlatého rouna a nakonec byl v letech 1835–1843 císařským nejvyšším hofmistrem. Po jeho úmrtí zůstal tento post několik let neobsazen, až v roce 1848 byl obnoven pro Karla Ludwiga Grünneho. Z titulu úřadu nejvyššího hofmistra byl také plukovníkem císařské tělesné stráže. Mimoto byl držitelem dědičného úřadu nejvyššího stolníka v Českém království, který jeho rodu náležel od roku 1723. Jako nejvyšší stolník byl v roce 1836 účastníkem korunovace Ferdinanda I. českým králem v Praze. Obdržel také několik vyznamenání od zahraničních panovníků, byl nositelem sardinského Řádu zvěstování a velkokříže parmského Konstantinova řádu sv. Jiří. Byl též čestným členem řady institucí s kulturním zaměřením, mimo jiné se angažoval v české Společnosti vlasteneckých přátel umění.
Kníže Rudolf Josef zemřel ve Vídni v prosinci 1842 ve věku 71 let, pohřben je v kostele Panny Marie v Opočně, kde v roce 1810 přestavbou zřídil rodinnou hrobku.

## Majetkové poměry

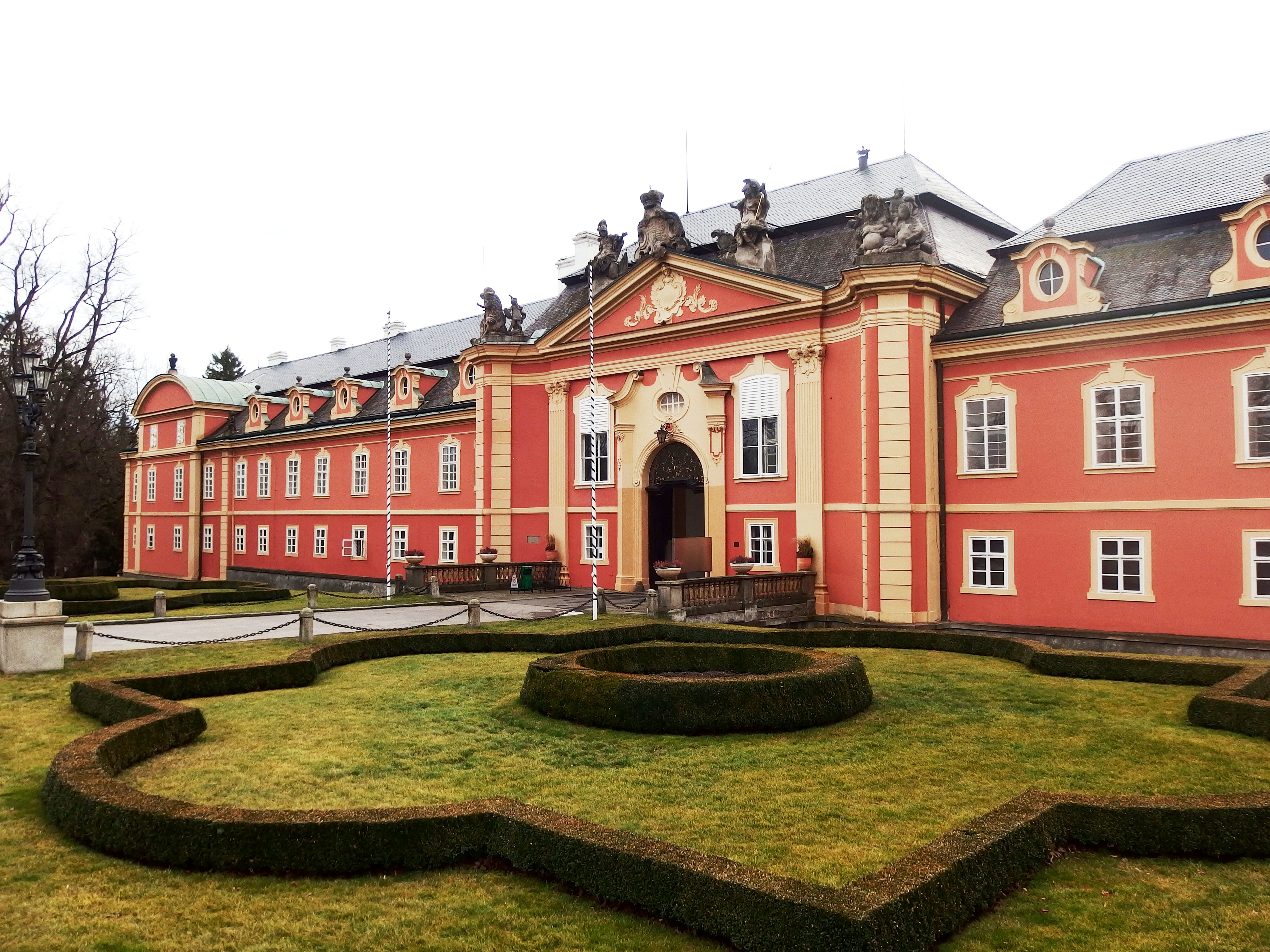
Zámek Dobříš

Jako nejstarší syn převzal v roce 1807 po otci rozsáhlý majetek v Čechách a v Rakousku. V Čechách zdědil fideikomisní panství Opočno a Dobříš, v Dolním Rakousku zdědil panství Sierndorf se zámkem. Další české panství Zelená Hora s Colloredo-Mansfeldským palácem v Praze převzal mladší bratr Jeroným, nejmladší z bratrů Ferdinand získal dolnorakouské panství Staatz poblíž hranic s Moravou. V případech Dobříše a Opočna se jednalo o velký pozemkový majetek, k panství Opočno patřila tři městečka (Opočno, Dobruška, Třebechovice pod Orebem) a 89 vesnic, panství Dobříš zahrnovalo městečko Dobříš a 63 vesnic. Počtem obyvatel bylo větší panství Opočno, ale rozsahem v hektarech bylo jen poloviční k Dobříši, k níž patřily rozsáhlé lesní porosty na Příbramsku.
V Opočně inicioval Rudolf Josef vybudování rozsáhlého parku v prostoru pod zámkem v údolí Zlatého potoka (část parku je známá pod názvem Rudolfovo údolí). Koncepce parku v krajinářském stylu s vyhlídkami, altány a lávkami byla dílem zahradníka J. Exnera. K proměně zámeckého areálu přispěl také výstavbou empírové jízdárny. Na nedalekém zámku Skalka nechal kolem roku 1825 upravit zámeckou kapli (panství Skalka bylo k Opočnu připojeno až v roce 1800 nákupem za 70 000 zlatých od Mladotů ze Solopisk). K rozšiřování rodového dědictví přistoupil jen jednou v roce 1838, kdy k Dobříši přikoupil od rodu Harbuval-Chamaré statek Dlouhá Lhota se zámkem. Krátce po jeho smrti bylo dobříšské panství obohaceno ještě o panství Buková (1845). Příležitostně se uplatnil také jako podnikatel a v obci Ledce na opočenském panství nechal v letech 1835–1836 postavit cukrovar.
Jako vysoký hodnostář císařského dvora potřeboval sídlo ve Vídni a v roce 1827 koupil od Esterházyů palác na náměstí Freyung. Současná podoba paláce pochází však až z doby dalších majitelů Hardeggů, kteří jej koupili v roce 1845 a díky nim je také známý pod názvem Palais Hardegg.

## Rodina
V roce 1792 se jako dvacetiletý oženil s hraběnkou Filipínou Marií z Oettingen-Katzensteinu (1776–1842). Sňatek se konal v Salcburku a byl posvěcen Rudolfovým strýcem, salcburským knížetem-biskupem Jeronýmem z Colloreda. Filipína Marie se později stala c. k. palácovou dámou a dámou Řádu hvězdového kříže. Manželství zůstalo bez potomstva. Dědicem veškerého majetku se stal synovec František de Paula II. z Colloredo-Mannsfeldu.
Rudolf Josef měl čtyři mladší sourozence, z nichž byly dvě sestry-dvojčata. Marie Gabriela (1773–1788) zemřela předčasně, Marie Henrietta (1773–1814) byla manželkou hraběte Emericha z Eltzu (1765–1844), významného rakouského diplomata a dlouholetého velvyslance ve Španělsku. Bratr Jeroným (Hieronymus) (1775–1822) sloužil v armádě, vyznamenal se v napoleonských válkách, nakonec dosáhl hodnosti polního zbrojmistra. Nejmladší bratr Ferdinand (1777–1848) původně také sloužil v armádě, později se ale věnoval správě svých statků v Rakousku a zastával řadu funkcí v ekonomické správě rakouských zemí.